# Джакупбаєв Алай Нуспекович
Джакупба́єв Ала́й Нуспе́кович (нар. 22 січня 1927 — 1 квітня 1976) — казахський вчений у галузі гірництва. Кандидат технічних наук. Займався дослідженням і впровадженням нових способів розробки родовищ корисних копалин та створенням спеціального і гірничого обладнання для цього. Лауреат Ленінської премії 1961 в галузі техніки.

## Біографія
Алай Нуспекович Джакупбаєв народився 22 січня 1927 року в селі Чилікімір Ілійського району Алма-Атинської області. У 1948 році закінчив Казахський гірничо-металургійний інститут і у 1949 вступив до аспірантури Інституту гірничої справи Академії наук СРСР. З 1950 по 1952 рік суміщав навчання в аспірантурі з роботою старшим інженером на опорній станції інституту «Уніпромедь» в місті Дегтярськ (Свердловська область), де займався дослідженнями і розробкою заходів боротьби з підземними пожежами.
У 1953 захистив кандидатську дисертацію на тему гасіння ендогенних пожеж при розробці родовищ сульфідних руд. В тому ж році обійняв посаду старшого наукового співробітника в Інституті гірничої справи Академії наук Казахської РСР. Потім з 1958, працював завідувачем Текелійського відділення інституту.
За розробку та впровадження системи примусового блокового обвалення на рудниках Леніногорського ПМК спільно з Малкіним Й. М., Бубліс В. М., Кутузовим Д. С., Халіним П. К., Березою В. Г., Мусіним А. Ч., Травниковим О. С. у 1961 році удостоєний Ленінської премії.
З 1963 по 1976 — завідувач лабораторією гідравлічних методів розробки родовищ ІГС АН КазРСР. Під його керівництвом були проведені випробування іскрового розряду у воді для руйнування гірських порід, розроблялися свічки запалювання нової конструкції для автівок, випробовувалися бензинові автодвигуни на паливно-водній суміші. Наприкінці 1960-х років, спільно з Алма-Атинським верстатобудівним заводом імені 20-річчя Жовтня, авторським колективом під його началом була розроблена і випробувана електромагнітна контейнерна транспортна система.
Під керівництвом Алая Джакупбаева захищено п'ять кандидатських дисертацій.
Помер 1 квітня 1976. Похований в Алмати на кладовищі Кенсай-1.

## Патенти та авторські свідоцтва
Патентами СРСР засвідчене авторство Джакупбаєва на наступні винаходи:
- Спосіб виїмки родовищ корисних копалин камерною системою розробки (№ 535418, заявлений у 1969)
- Спосіб розробки копалин шарами (№ 601417, заявлений 19.05.1972)
- Гідромонітор (№ 636396, заявлений 30.08.1972)
- Генератор (№ 552679, заявлений 02.10.1973)
- Запальний пристрій (№ 565153, заявлений 25.06.1974)
- Електричний ударний інструмент (№ 526501, заявлений 17.03.1975)
- Пристрій для управління електромагнітною машиною зворотно-поступального руху (№ 743154, заявлений 14.04.1975)
- Спосіб гідровіджиму привибійної частини вугільного масиву в підготовчих виробках (№ 588390, заявлений 02.07.1975)